# Crevans-et-la-Chapelle-lès-Granges
Crevans-et-la-Chapelle-lès-Granges település Franciaországban, Haute-Saône megyében. Lakosainak száma 250 fő (2022. január 1.). Crevans-et-la-Chapelle-lès-Granges Granges-le-Bourg, Gémonval, Saulnot és Secenans községekkel határos.

## Népesség
A település népességének változása:
| Lakosok száma | 238  | 255  | 267  | 264  | 263  | 263  | 258  | 254  | 250  |
|               | 2013 | 2015 | 2016 | 2017 | 2018 | 2019 | 2020 | 2021 | 2022 |